# کهل‌بلاغ (آلمالو)
کهل‌بلاغ یکی از روستاهای استان آذربایجان شرقی است که در دهستان آلمالو بخش نظرکهریزی شهرستان هشترود واقع شده‌است.کهل بلاغ ۶۲نفر جمعیت وحدود ۲۱خانوار است.